# Sex Power
『Sex Power』は、ヴァンゲリスのアルバム。

## 収録曲
A面: 1ère partie (17:00)
B面: 2ème partie (17:27)
- 曲名及び収録時間はフランス盤LP(6397 013)による

## 概要
ヴァンゲリス初のアルバム。

アンリ・シャピア（Henry Chapier）監督、ジェーン・バーキン（Jane Birkin）主演のフランス映画[:fr]のサントラ。

パーカッション、ギターなどのアコースティック楽器やヴォイスが主体で、まだシンセサイザーはほとんど使われていない。

次作「Fais que ton rêve soit plus long que la nuit」とのカプリングによる非公式CDが存在する。